# Список екорегіонів Республіки Конго
Нижче наводиться список  екорегіонів в  Республіці Конго, згідно  Всесвітнього Фонду дикої природи (ВФД).

## Наземні екорегіони
по  основних типах середовищ існування 

### Тропічні та субтропічні вологі широколисті ліси
- Атлантичні екваторіальні прибережні ліси
- Північно-західні низинні ліси Конго
- Болотні ліси Західного Конго

### Тропічні і субтропічні луки, савани і чагарники
- Лісова савана Західного Конго

## Прісноводні екорегіони
по біорегіону

### Західне екваторіальне узбережжя
- Центрально-західне екваторіальне узбережжя
- Південно-західне екваторіальне узбережжя

### Конго
- Водоспади Лівінгстона
- Санга
- Суданське Конго

## Морські екорегіони
- Південна затока Гвінеї